# Kitayama
Pour les articles homonymes, voir Kitayama (homonymie).
Kitayama (北山村, Kitayama-mura) est un village du district de Higashimuro, dans la préfecture de Wakayama, au Japon.

## Géographie

### Situation
Le village de Kitayama est une exclave située entre les préfectures de Nara et Mie, dans l'est de la préfecture de Wakayama, au Japon.
Près de 97 % de la superficie du village sont recouverts de forêts.
Le village de Kitayama est surnommé le « Royaume de l'eau et du bois ».

### Démographie
Au 1er mars 2016, la population de Kitayama s'élevait à 441 habitants répartis sur une superficie de 48,21 km2.

### Municipalités voisines
| Shimokitayama** | Shimokitayama**                                    | Kumano  |
| Totsukawa**     | Kitayama(*préfecture de Mie, **préfecture de Nara) | Kumano* |
| Totsukawa**     | Kumano*                                            | Kumano* |

### Climat
Le climat du village de Kitayama est du type tempéré. La température annuelle moyenne est d'environ 15,6 °C et les précipitations annuelles sont de 3 161 mm.

### Hydrographie
La rivière Kitayama, un affluent de rive gauche du fleuve Kumano, forme les limites sud et est du village qui s'étend sur environ 20 km d'ouest en est.

## Économie
L'économie du village de Kitayama repose sur l'agriculture et l'exploitation forestière. La culture des agrumes (oranges, citrons, yuzu, mandarines satsuma) est particulièrement développée ; le village est connu dans tout le Japon pour sa production de jabara, une plante du genre citrus proche du yuzu.

## Histoire
En 1889, au cours de la mise en place du nouveau système d'administration des municipalités élaboré par le gouvernement de Meiji, le village de Kitayama est officiellement fondé par le regroupement de plusieurs villages et intégré à la préfecture de Wakayama.

## Symboles municipaux
L'arbre symbole de la municipalité de Kitayama est le jabara, une espèce de plante du genre citrus et sa fleur symbole est la fleur des rhododendrons arbustifs appartenant au sous-genre Hymenanthes.